# Saison 1976 de la NFL
Navigation
Édition précédente Édition suivante
La saison 1976 de la NFL est la 57e saison de la National Football League. Elle voit le sacre des Oakland Raiders à l'occasion du Super Bowl XI.

## Expansion
Les Buccaneers de Tampa Bay et les Seahawks de Seattle commencent leur première année en NFL en tant que nouvelles franchises d'expansion.

## Classement général
| Qualifié en play-offs |

| AFC Est              |      |      |      |        |          |            |
| Franchise            | Vic. | Déf. | Nuls | % vic. | Pts pour | Pts contre |
| Baltimore Colts      | 11   | 3    | 0    | .786   | 417      | 246        |
| New England Patriots | 11   | 3    | 0    | .786   | 376      | 236        |
| Miami Dolphins       | 6    | 8    | 0    | .429   | 263      | 264        |
| New York Jets        | 3    | 11   | 0    | .214   | 169      | 383        |
| Buffalo Bills        | 2    | 12   | 0    | .143   | 245      | 363        |
| AFC Central          |      |      |      |        |          |            |
| Franchise            | Vic. | Déf. | Nuls | % vic. | Pts pour | Pts contre |
| Pittsburgh Steelers  | 10   | 4    | 0    | .714   | 342      | 138        |
| Cincinnati Bengals   | 10   | 4    | 0    | .714   | 335      | 210        |
| Cleveland Browns     | 9    | 5    | 0    | .643   | 267      | 287        |
| Houston Oilers       | 5    | 9    | 0    | .357   | 222      | 273        |
| AFC Ouest            |      |      |      |        |          |            |
| Franchise            | Vic. | Déf. | Nuls | % vic. | Pts pour | Pts contre |
| Oakland Raiders      | 13   | 1    | 0    | .929   | 350      | 237        |
| Denver Broncos       | 9    | 5    | 0    | .643   | 315      | 206        |
| San Diego Chargers   | 6    | 8    | 0    | .429   | 248      | 285        |
| Kansas City Chiefs   | 5    | 9    | 0    | .357   | 290      | 376        |
| Tampa Bay Buccs      | 0    | 14   | 0    | .000   | 125      | 412        |

| NFC Est             |      |      |      |        |          |            |
| Franchise           | Vic. | Déf. | Nuls | % vic. | Pts pour | Pts contre |
| Dallas Cowboys      | 11   | 3    | 0    | .786   | 296      | 194        |
| Washington Redskins | 10   | 4    | 0    | .714   | 291      | 217        |
| St. Louis Cardinals | 10   | 4    | 0    | .714   | 309      | 267        |
| Philadelphia Eagles | 4    | 10   | 0    | .286   | 165      | 286        |
| New York Giants     | 3    | 11   | 0    | .214   | 170      | 250        |
| NFC Central         |      |      |      |        |          |            |
| Franchise           | Vic. | Déf. | Nuls | % vic. | Pts pour | Pts contre |
| Minnesota Vikings   | 11   | 2    | 1    | .821   | 305      | 176        |
| Chicago Bears       | 7    | 7    | 0    | .500   | 253      | 216        |
| Detroit Lions       | 6    | 8    | 0    | .429   | 262      | 220        |
| Green Bay Packers   | 5    | 9    | 0    | .357   | 218      | 299        |
| NFC Ouest           |      |      |      |        |          |            |
| Franchise           | Vic. | Déf. | Nuls | % vic. | Pts pour | Pts contre |
| Los Angeles Rams    | 10   | 3    | 1    | .750   | 351      | 190        |
| San Francisco 49ers | 8    | 6    | 0    | .571   | 270      | 190        |
| Atlanta Falcons     | 4    | 10   | 0    | .286   | 172      | 312        |
| New Orleans Saints  | 4    | 10   | 0    | .286   | 253      | 346        |
| Seattle Seahawks    | 2    | 12   | 0    | .143   | 229      | 429        |

- Baltimore termine devant New England en AFC Est en raison des résultats enregistrés en division (7-1 contre 6-2).
- Pittsburgh termine devant Cincinnati en AFC Central en raison des résultats enregistrés en confrontation directe (2-0).
- Washington termine devant St. Louis en NFC Est en raison des résultats enregistrés en confrontation directe (2-0).
- Atlanta termine devant La Nluvelle-Orléans en NFC Ouest en raison des résultats enregistrés en division (2-4 contre 1-5).

## Play-offs
Les équipes évoluant à domicile sont nommées en premier. Les vainqueurs sont en gras

### AFC
- Premier tour : 
  - 18 décembre 1976 : Oakland 24-21 New England
  - 19 décembre 1976 : Baltimore 14-40 Pittsburgh
- Finale AFC : 
  - 26 décembre 1976 : Oakland 24-7 Pittsburgh

### NFC
- Premier tour : 
  - 18 décembre 1976 : Minnesota 35-20 Washington
  - 19 décembre 1976 : Dallas 12-14 Los Angeles
- Finale NFC : 
  - 26 décembre 1976 : Minnesota 24-13 Los Angeles

### Super Bowl XI
- 9 janvier 1977 : Oakland (AFC) 32-14 Minnesota (NFC), au Rose Bowl Stadium de Los Angeles